# Martín García Ramos
Martín García Ramos (Arboleas, 13 de enero de 1921- 18 de febrero de 1999) fue un escritor, poeta y profesor español.

## Biografía
Martín García Ramos nació en Arboleas el 13 de enero de 1921, era el mayor de once hermanos. Desde niño tuvo gran inquietud por conocer y aprender se encontró en el camino a su gran maestro don Enrique Guerrero Ramos, este le enseñó lo importante que era la cultura para enfrentarse a la vida, lección que trató de inculcar posteriormente a sus hermanos, hijos y alumnos. 
Cursó estudios de bachillerato en los institutos de Cuevas de Almanzora y Lorca como alumno libre y posteriormente realizó los estudios de Practicante (ATS) y, alternando su trabajo y la familia -por entonces ya se había casado y le habían nacido dos de sus ocho hijos- con el estudio como alumno libre, se licenció en Filosofía y Letras por la Universidad de Murcia. 
Fue profesor de Lengua y Literatura en los institutos de Albox, Cogollos Vega y en la extensión del INBAD, en Granada. Participó en varias ocasiones en Los encuentros de poetas almerienses que organizaba el Ayuntamiento de Oria y fundó, junto con don Diego Granados, la revista cultural Batarro. En 1982 obtuvo el segundo premio del PREMIO PERIODÍSTICO CASA DE ALMERÍA EN BARCELONA por su trabajo Toponimia del Valle Medio del Almanzora. Ha publicado algunas de sus obras como: Cuentos del Almanzora (Grupo Autores Unidos, Granada 1987), Toponimia del Valle Medio del Almanzora (Batarro, 1989), El Mundo de los Canteros y el Mundo de los Canteros y Léxico del Mármol (ediciones Arráez, 1996). Después de su muerte se ha publicado una novela Camino del desierto y una recopilación de Poemas Navideños. Otras obras inéditas son: La Historia de Siempre y un libro de poemas de juventud que titula Voces del Alma, así como numerosos poemas sueltos.Su vocación investigadora le llevó a escribir obras que hoy permanecen inéditas, tales como El habla de Albox y su comarca, Curso de sintaxis elemental y El aprendizaje de la gramática y la enseñanza comparada. Colaboraciones literarias suyas han aparecido en la antología Nuevos Poetas de España, publicada por ediciones Ensayos de Madrid, y en Corona Poética Cervantina, publicada por la Universidad de Valencia en 1947. También son numerosas sus colaboraciones en la revista Batarro y en periódicos y revistas, especialmente en La voz de Almería Archivado el 8 de febrero de 1999 en Wayback Machine. y el Ideal de Granada. 
La figura profesional literaria y humana de Martín García Ramos se perfila, sin duda, en el tiempo como uno de los hijos ilustres que ha dado a la provincia de Almería la comarca del Almanzora, tierra a la que tantos afanes dedicó y en la que tan profundamente tuvo arraigados sus afectos. Prueba de su aportación al desarrollo cultural de la comarca uno de los centros de enseñanza de Albox lleva su nombre, el ahora IES Martín García Ramos.
Tras la jubilación, volvió a sus orígenes y vivió los últimos años de su vida en Arboleas, en el cortijo de sus padres con la sencillez y humanidad que siempre lo habían caracterizado.
Murió el 18 de febrero de 1999.

## Obra
- Camino del Desierto (Servicio de Publicaciones de la Fundación Unicaja, 2002)
- El Mundo de los Canteros y Léxico del Mármol (ediciones Arráez, 1996)
- Toponimia del Valle Medio del Almanzora (Batarro, 1989)
- Cuentos del Almanzora (Grupo Autores Unidos, 1987)

## Premios
- Segundo Premio del Premio Periodístico Casa de Almaría en Barcelona por Toponimia del Valle Medio del Almanzora.

## Certamen Internacional de Poesía
En la actualidad existe un Certamen de Poesía: Certamen Internacional de Poesía Martín García Ramos, que es uno de los más dotados económicamente a un solo poemario en España. El Certamen vio al luz en el año 2002 y ya cuenta con XXIV ediciones.